# Vallejera
Vallejera község Spanyolországban, Burgos tartományban. Vallejera Castrojeriz, Los Balbases, Revilla Vallejera és Villamedianilla községekkel határos. Lakosainak száma 39 fő (2024).

## Népesség
A település népessége az utóbbi években az alábbiak szerint változott:
| Lakosok száma | 62   | 55   | 54   | 48   | 44   | 39   | 41   | 43   | 40   | 39   |
|               | 2001 | 2004 | 2006 | 2009 | 2011 | 2014 | 2016 | 2019 | 2021 | 2024 |